# Orzinuovi
Orzinuovi est une commune italienne de la province de Brescia, dans la région Lombardie.

## Administration
| Période                                  | Période   | Identité           | Étiquette       | Qualité |
| ---------------------------------------- | --------- | ------------------ | --------------- | ------- |
| 27 mai 2019                              | au bureau | Gianpietro Maffoni | Frères d'Italie | Maire   |
| Les données manquantes sont à compléter. |           |                    |                 |         |

### Hameaux
Barco, Pudiano, Ovanengo, Coniolo

### Communes limitrophes
Barbariga, Borgo San Giacomo, Orzivecchi, Pompiano, Roccafranca, San Paolo, Soncino, Torre Pallavicina, Villachiara